# Maria Kiesner
Maria Kiesner (ur. 28 października 1976 w Wołominie) – polska artystka wizualna, kurator i pedagog, znana z pracy w obszarze sztuki współczesnej oraz zaangażowania w działania edukacyjne i pedagogiczne. Jej twórczość obejmuje głównie malarstwo i rysunek. Tworzy tradycyjne obrazy w technikach farby akrylowej na płótnie, tempery jajowej na płótnie oraz w technikach olejnych.

## Życiorys
Maria Kiesner ukończyła studia na Wydziale Malarstwa Akademii Sztuk Pięknych w Warszawie w roku 2002. Uzyskała stopień doktora sztuki na Uniwersytecie Mikołaja Kopernika w Toruniu w roku 2009 i stopień doktora habilitowanego w dziedzinie sztuki w dyscyplinie sztuki piękne i konserwacja dzieł sztuki w Akademii Sztuk Pięknych w Warszawie 5 grudnia 2017 roku na podstawie pracy pt. Dom Richtera. Po ukończeniu studiów rozpoczęła aktywną działalność artystyczną, uczestnicząc w licznych wystawach krajowych i międzynarodowych. Jej prace były prezentowane m.in. w Narodowej Galerii Sztuki Zachęta w Warszawie, w Muzeum Polin w Warszawie, Galerii Miejskiej Arsenał w Poznaniu, czy Muzeum Narodowym w Lublinie gdzie zyskały uznanie zarówno wśród krytyków, jak i publiczności. Od roku 2008 pracuje w Instytucie Edukacji Artystycznej Akademii Pedagogiki Specjalnej im. Marii Grzegorzewskiej w Warszawie.

## Działalność artystyczna
Maria Kiesner jest znana z podejmowania tematów związanych z przedstawieniami nowoczesnej architektury XX wieku.
Jej prace często łączą w sobie elementy osobistego doświadczenia oraz szerszych kontekstów społecznych i kulturowych. W swoich projektach artystycznych Kiesner podejmuje dialog z widzem, angażując go w refleksję nad dziedzictwem architektury modernistycznej, jako tematu obrazu malarskiego.

## Kuratorstwo i edukacja
Oprócz działalności artystycznej, Maria Kiesner jest także kuratorem wystaw oraz projektów artystycznych. Współpracuje z różnymi instytucjami kulturalnymi, a także prowadzi warsztaty i wykłady dla studentów. Przez wiele lat pracowała jako instruktor plastyki w Fundacji „Dziecko i Sztuka” na warszawskim Żoliborzu oraz Domu Kultury „Zacisze”. Na kierunku Edukacja artystyczna w zakresie sztuk plastycznych, w Instytucie Edukacji Artystycznej Akademii Pedagogiki Specjalnej im. Marii Grzegorzewskiej w Warszawie, prowadzi zajęcia z malarstwa, rysunku oraz metodyki nauczania plastyki.

## Wystawy
Kiesner brała udział w licznych wystawach indywidualnych i zbiorowych, w tym: 2025 Zooom. Personal is political, Galeria Miejska w Poznaniu, 2022 Ogólnopolskiego Biennale Sztuki 47. Salon Zimowy, Mazowieckie Centrum Sztuki Współczesnej Elektrownia w Radomiu; 2022 V ogólnopolski Konkurs Malarski im. Leona Wyczółkowskiego, BWA, Bydgoszcz; 2022 XII Triennale małych form malarskich, wystawa pokonkursowa, Galeria Wozownia, Toruń; 2021 Gdynia – Tel Awiw Muzeum Miasta Gdyni; 2019 Gdynia – Tel Awiw, Muzeum Historii Żydów Polskich „Polin”, Warszawa; 2019 Młode malarstwo polskie, Kolekcja Muzeum Narodowego w Gdańsku, Muzeum Narodowe Gdańsk; 2019 XI Triennale Małych Form Malarskich, Galeria Sztuki Wozownia, Toruń; 2017 XXV Festiwal Malarstwa Współczesnego, Szczecin; 2016 II Ogólnopolski Konkurs Malarski im. Leona Wyczółkowskiego, Galeria Miejska BWA, Bydgoszcz; 2015 [A]symetrie. Sztuka współczesna w kontekście muzeum, Muzeum Lubelskie, Lublin 2009 Polski Neon, Fundacja Architektury, Luxemburg; 2012 Dom Kobro, Galeria K. Kobro, ASP, Łódź; 2007 Tu zaszła zmiana, Kordegarda, Warszawa; 2007 Malarstwo XXI wieku, Zachęta, Warszawa; 2005 Bielska Jesień 2005, BWA, Bielsko – Biała; 2005 Bachantki, Muzeum Teatralne, Teatr Narodowy, Warszawa; 2004 Pocztówki, Instytut Polski, Sofia, Bułgaria; 2003 Bielska Jesień 2003, BWA, Bielsko Biała.
Jej prace znajdują się w zbiorach:
- Lubuskiej Zachęty Sztuki Współczesnej[23]
- Muzeum Narodowym w Gdańsku
- Muzeum Nadwiślańskim w Kazimierzu Dolnym nad Wisłą
- Muzeum m.st. Warszawy[24][25]
- Muzeum Okręgowego im. Leona Wyczółkowskiego w Bydgoszczy

## Nagrody i wyróżnienia
Uhonorowana m.in.:
- Wyróżnieniem za dyplom na Wydziale Malarstwa Akademii Sztuk Pięknych w Warszawie Nagrodą Józefa Szajny, Galeria Studio (2002)
- Stypendium Ministerstwa Kultury i Dziedzictwa Narodowego (2005, 2007)
- Grand Prix, II Ogólnopolski Konkurs Malarski im. Leona Wyczółkowskiego, Galeria Miejska BWA, Bydgoszcz (2016)[26]

## Linki
marakiesner.com

## Galeria

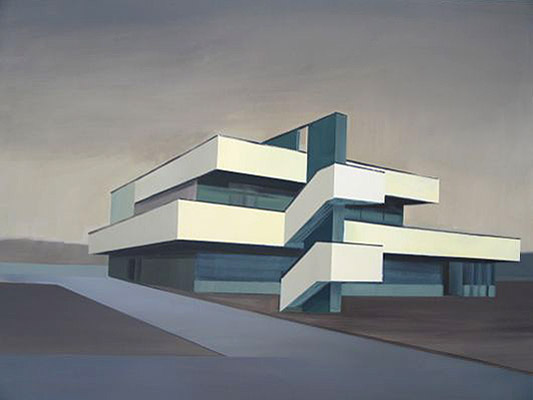
obraz w kolekcji Lubuskiej Zachęty Sztuki Współczesnej
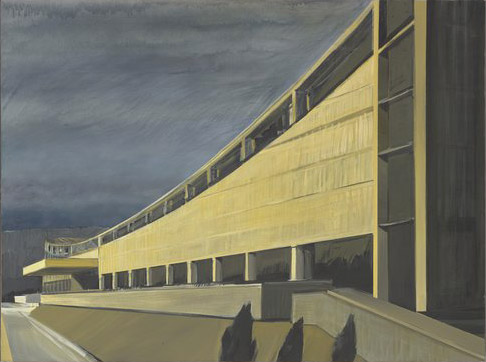
Supersam, 2006
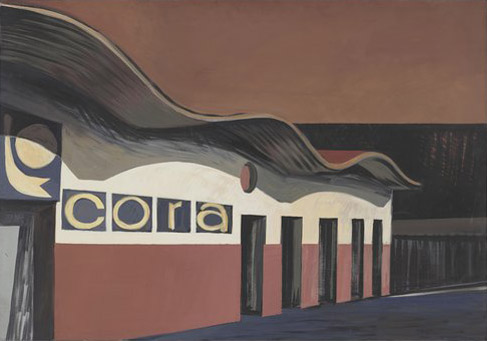
Cora, 2007
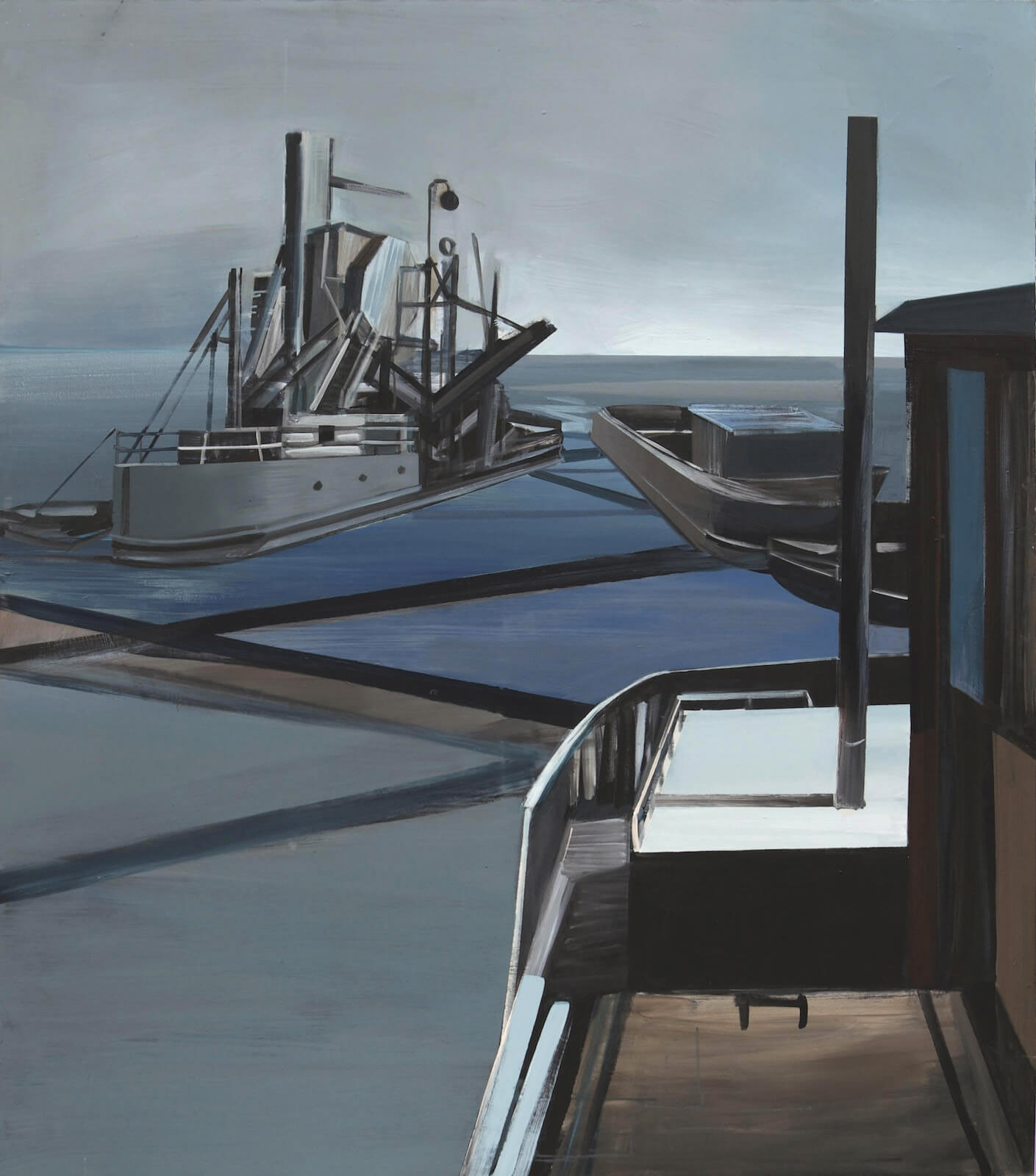
Statki, 2015
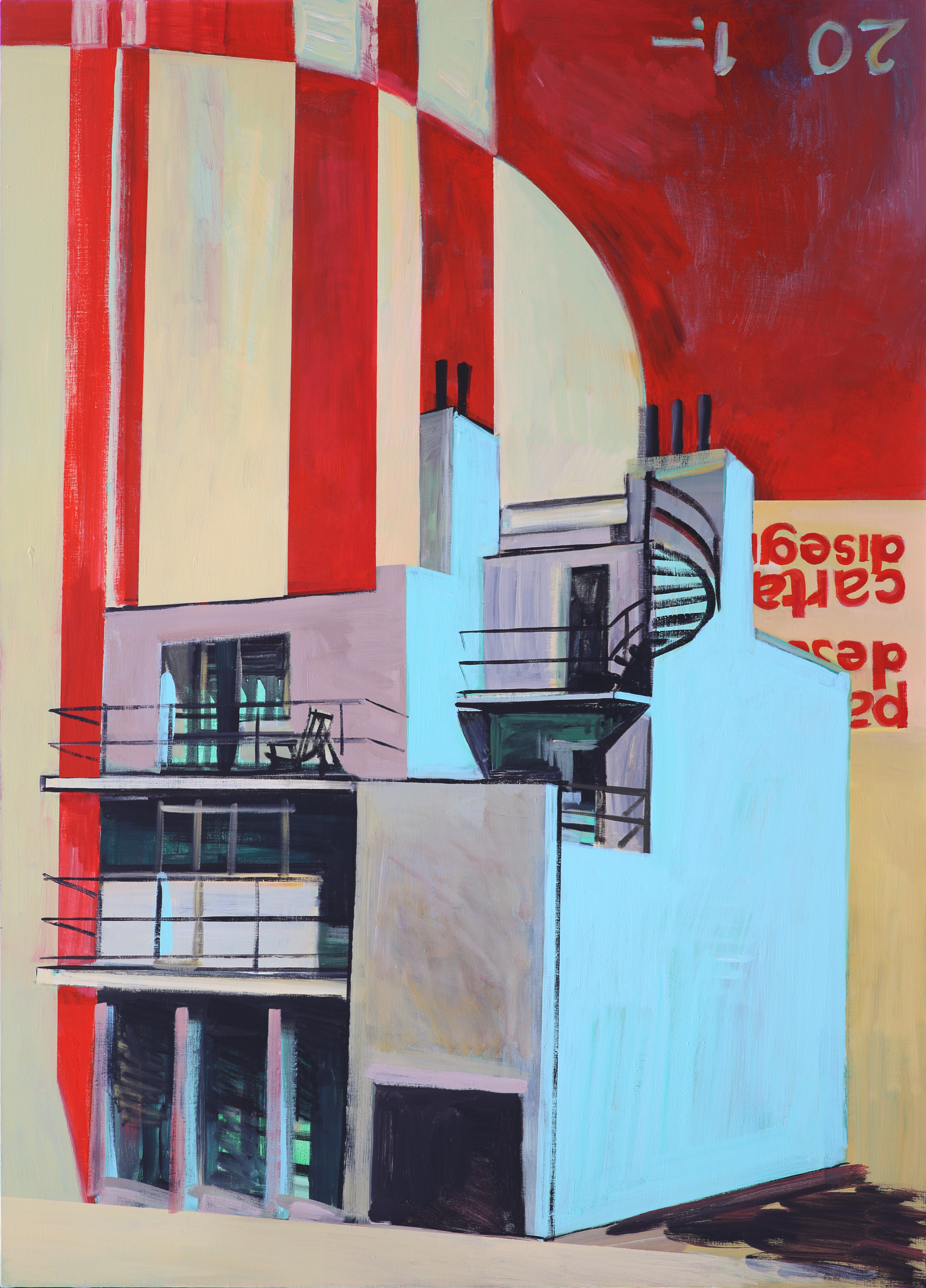
dom Lacherta, 2018
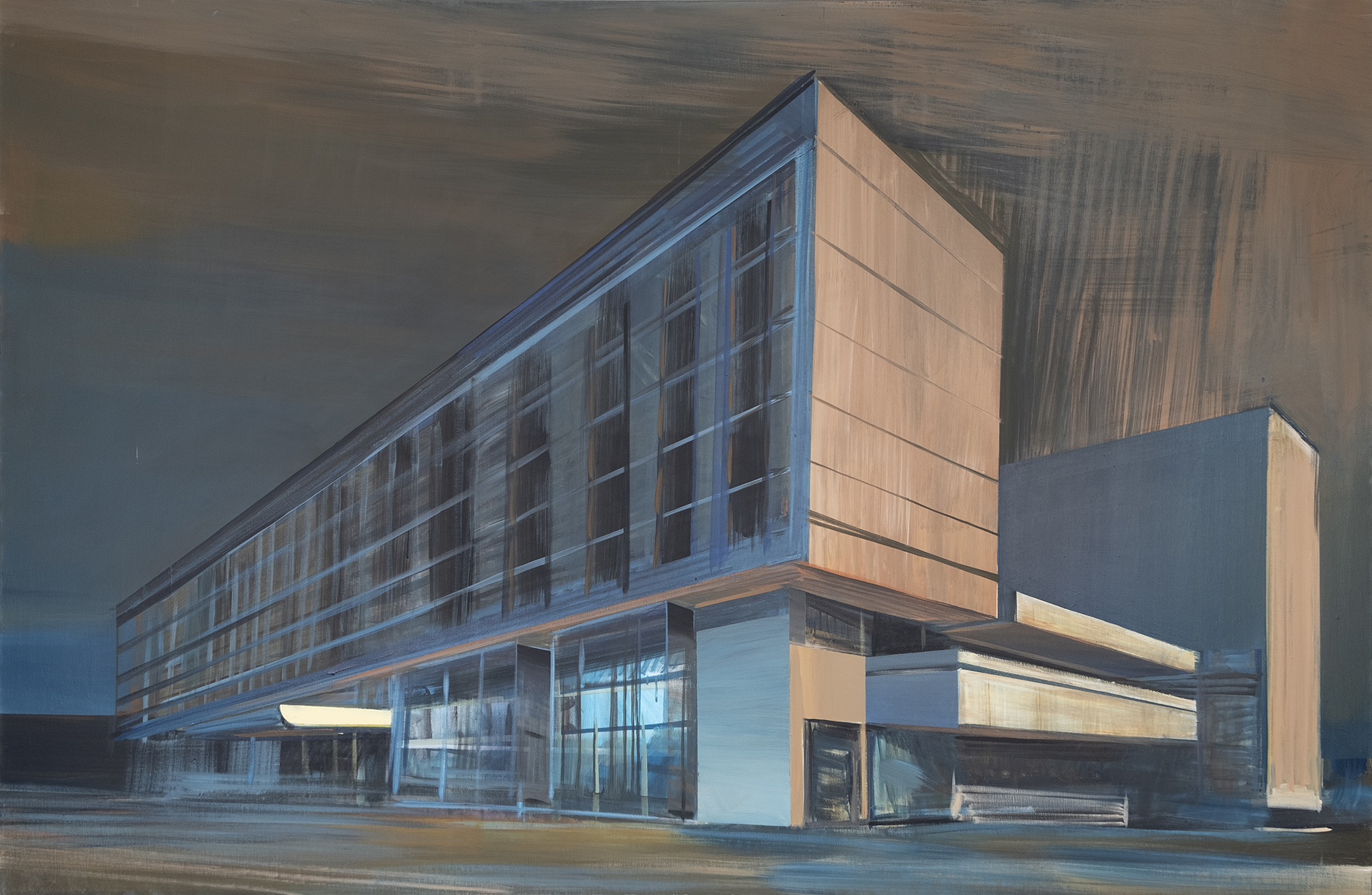
Victoria, 2025